# 多面体
多面體是指三維空間中由平面多邊形、直邊和頂點組成的幾何形狀。
例如立方體就是一種多面體，其由6個平面正方形面、12條直邊和8個頂點組成。
多面體可以依特性分成凸多面體、凹多面體和非凸多面體，也可以依結構分成簡單多面體和複雜多面體。
凸多面體是限定凸集的多面體。
每個凸多面體都可以由其頂點構建其凸包，且對於每個不共面之有限的點集的凸包也都是凸多面體。
立方體和金字塔形都是凸多面體的例子。
多面體是多胞形在三維空間的例子。
多胞形是多面體在任意維度更一般化的概念。

## 定義

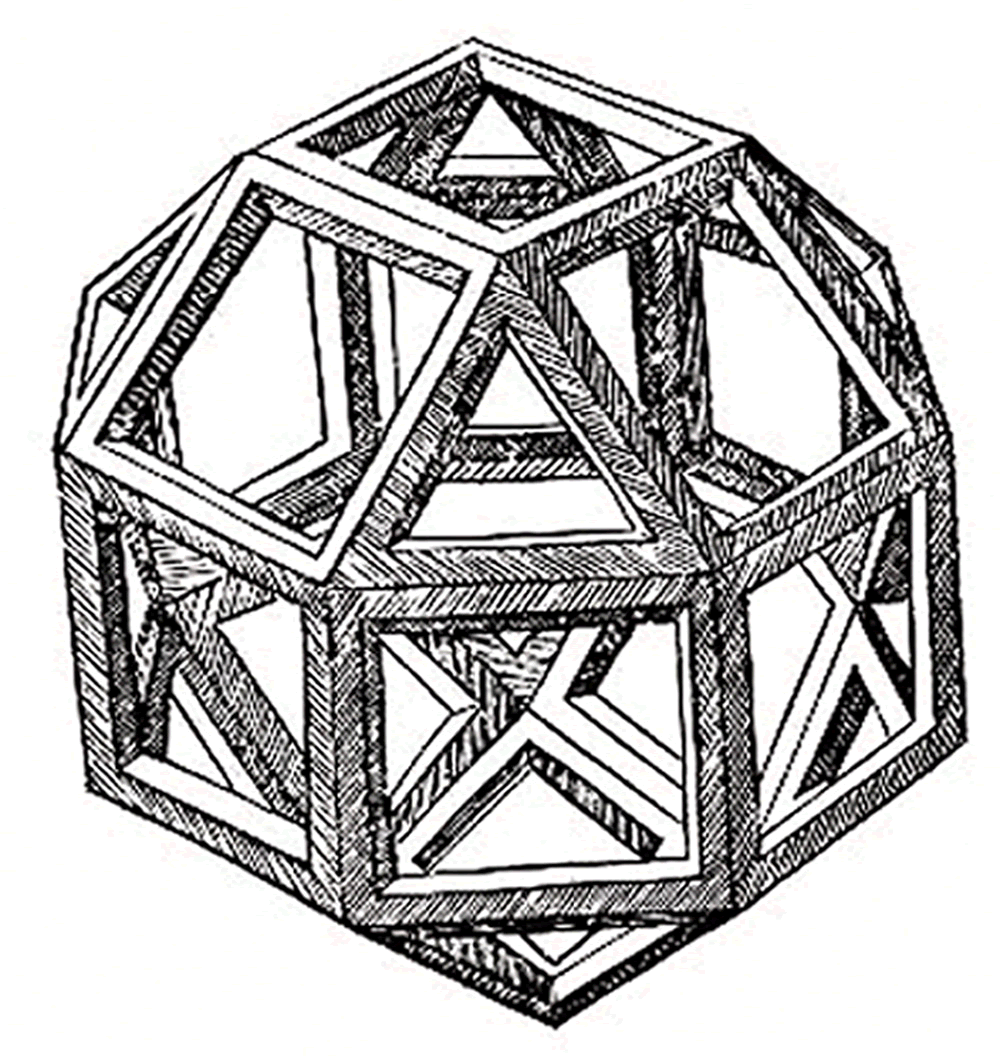
達文西為盧卡·帕西奧利所著書籍繪製的骨架多面體（具體來說是小斜方截半立方体）

多面體可以定義為「由平面和直邊組成的有界體」。
然而這個定義方式並不明確，對現代數學而言更是不合格。
而另一個相關概念「凸多面體」則有明確的定義，且有多個等效的標準定義。
然而，將凸多面體的「凸」這個條件拿掉之後，這樣的更廣泛的「多面體」的正式數學定義一直存在問題。
「多面體」的許多定義都是在特定的上下文中給出的，有些定義比其他定義更嚴格，並且對於選擇哪一個定義還沒有達成普遍共識。
其中一些定義排除了一些通常會被視為是多面體的形狀（例如有自我相交的多面體），或包括了一些不被視為有效多面體的形狀（例如邊界不是流形的立體）。
克羅埃西亞數學家布兰科·格伦鲍姆曾評論道
多面體理論的原罪可追溯至歐幾里得，還有之後的克卜勒、龐索、柯西……各個時期……數學家們都未能準確定義何謂『多面體』。
自此，數學家雖以特定說法對「多面體」訂定了嚴謹的定義，但任一種卻都無法完全兼容其他定義方式。
儘管如此，人們普遍認為多面體是一種立體幾何實體（solid）或（平的）曲面（surface），並且可以由其頂點（頂角的點）、邊（連接頂點的線段）和面（二維多邊形）來描述之，有時可以說它具有特定的三維內部體積。人們可以根據這些不同的定義來決定是否要將多面體描述成一個幾何實體，又或者是否要將多面體描述成一個（平的）曲面（surface）之表面，或者是否根據其重合幾何更抽像地描述它來區分這些不同的定義。
- 一個常見且有些纯朴的定義是：多面體是一種可以被有限多個平面覆蓋的實體[4][5]，或者由有限個凸多面體聯集形成的實體。[6]此定義的自然完善是要求立體有界，具有相連接的內部，並且可能還具有相連接的邊界。這種多面體的面可以定義為覆蓋它之每個平面內部邊界部分的連通元件，而邊和頂點可以定義為面與面相交的線段和點。然而這樣的定義無法囊括含有自相交部分且其面可能不是簡單多邊形的星形多面體，且也無法囊括某些邊可能屬於兩個以上之面的多面體[7]（例如大二重扭稜二重斜方十二面體[8]:138）。
- 基於邊界為（平的）曲面（surface）而非整個立體為實體之概念的定義也很常見。[9]例如奧羅克（O'Rourke）於1993年將多面體定義為凸多邊形（其面）的聯集在空間中排列，使得任何兩個多邊形的交集是共用的頂點、共用的邊或空集，因此它們的聯集是一個流形。[10]如果此種定義下的（平的）曲面表面之平面的部分不是凸多邊形，則奧羅克要求將非凸多邊形細分為更小的凸多邊形，並且視這些細分出來的部分為倆倆之間具有平角的二面角的結構。更一般地說，格倫鮑姆（Grünbaum）將非自相交多面體（acoptic polyhedron）定義為形成嵌入式流形之簡單多邊形的集合，每個頂點最少會與三條邊相鄰，並且相鄰兩個面的相交處僅有共用的頂點和一條稜。[11]克倫威爾的《多面體》（英语：Polyhedra (book)）給出了類似的定義，但沒有「每個頂點至少要和三條邊相連」的限制。同樣，這種類型的定義也無法囊括自相交的多面體。[9]類似的概念構成了多面體拓樸定義的基礎，即拓樸流形細分為拓樸圓盤（多面體的面）、其成對的交點為點（多面體的頂點）、拓樸弧（多面體的邊）或空集。然而，即使所有面都是三角形，也存在不能實現為非自相交多面體（acoptic polyhedron）的拓樸多面體。[12]
- 一種現代方法是基於抽像多面體（英语：Abstract polytope）理論。其將多面體定義為部分有序集，其元素是多面體的頂點、邊和面。當頂點或邊是面之邊的一部分時，頂點元素小於邊元素、邊元素小於面元素（依此偏序）。[13]而抽像多面體的要求通常都會被放寬，只要求相隔兩層的元素之間的部分與對應的線段具有相同的表述結構。[14]（這意味著每條邊包含兩個頂點並屬於兩個面，並且面上的每個頂點都屬於該面的兩條邊。）以其他方式定義的幾何多面體可以用這種方式抽像地描述，但也可以使用抽像多面體作為幾何多面體定義的基礎。抽像多面體的具象化常被認為是從抽像多面體的頂點到幾何點的映射，使得每個面的點共面。然後可以將這樣的幾何多面體定義為抽像多面體的具象化。[15]具象化的過程也可以考慮省略面平面性要求、施加額外的對稱性要求或將頂點映射到更高維空間來進行抽象多面體的具象化。[14]這種定義方式與基於實體或基於（平的）曲面的定義不同，這樣的定義方式能有非常效地對星形多面體進行描述。然而，如果沒有施加額外的限制，在這個定義下就會允許退化或非實際的多面體（例如，將所有頂點映射到單一一個點所形成的幾何結構），並且如何約束具象化過程以避免這些退化的問題尚未被有效地探討及解決。

在這些所有定義中，多面體通常被理解為能存於任意維度、更一般化的多胞形在三維空間中的例子。例如，多胞形在二維空間對應的多邊形具有二維實體但沒有面、四維多胞形具有四維實體和一組附加的三維多面體之「胞」。不過，有一些高維幾何的文獻也會使用術語「多面體」來表示其他含義，這些「多面體」不是三維多面體，而是在某種程度上與三維多面體不同的形狀。例如，一些來源將凸多面體定義為有限多個半空間的交集，將多面體定義為有界多面體。本文的其餘部分僅考慮三維多面體。

### 经典多面体
雖然未有任何附加條件的「多面體」在定義上尚無共識，但一些有限制條件的多面體（如凸多面體、簡單多面體）都有明確的意義，而有一種類型多面體也可以明確定義，即经典多面体。
在经典意义上，一个多面体是一个三维形体，它由有限个多边形面组成，每个面都是某个平面的一部分，面相交于边，每条边是直线段，而边交于点，称为顶点。立方体，棱锥和棱柱都是多面体的例子。多面体包住三维空间的一块有界体积；有时内部的体也视为多面体的一部分。一个多面体是多边形的三维对应。多边形，多面体和更高维的对应物的一般术语是多胞体。

## 特徵

### 面的數量
多面體可以根據面數進行分類和命名。在中文語境中，多面體的名稱會將計算的多面體面數加上後綴「-面體」來命名，例如立方體有6個面，所以可稱為六面體。在英語中，多面體的命名系統基於古典希臘語，同樣是將計算的多面體面數作為前綴，並加上後綴「-hedron」形成組合詞，「hedron」的意義是「基底」、「座位」，並以此指稱為其面。例如，四面體是具有四個面的多面體，中文為「四」+「面體」，英文則是tetrahedron，其中「tetra-」代表四、五面體是具有五個面的多面體，中文為「五」+「面體」，英文則是pentahedron，其中「penta-」代表五、六面體是具有六個面的多面體，中文為「六」+「面體」，英文則是hexahedron，其中「hexa-」代表六，以此類推。
四面體、六面體、八面體、十二面體和二十面體的名稱有時在沒有額外限定的情況下通常用於指代柏拉圖立體；也有時僅是指稱指定面數的多面體，並未對其對稱性作任何假設。

### 拓樸分類

四面半六面體是一種不可定向的自相交多面體，具有四個三角形面（紅色）和三個正方形面（黃色）。 其與莫比烏斯帶或克萊因瓶一樣，沿著此多面體表面的連續路徑可以到達與起始點相反的表面上的點，因此無法區分表面的內部和外部

有些多面體有兩側不同的表面。例如凸多面體紙模型的內部和外部可以分別指定不同的顏色，雖然內部顏色將隱藏於內部而不可見，但確實存在兩側（指定了兩種顏色）。這種多面體稱為可定向的多面體，所有的非自相交的非凸多面體也有此特性。一些非凸自相交多面體也可以用相同方式著色（即內側一色、外側另一色），但這些多面體可能因為存在優角又自相交所以導致「內側表面」在「外側可見」，這個情況會使得這樣的多面體模型外觀看起來有兩種顏色塗在不同區域，但儘管如此，只要他能分成內側及外側，他就可以被視為可定向的多面體。然而，對於一些具有簡單多邊形的自相交多面體，例如四面半六面體，其無法分辨內部與外部，因此不能用兩種不同的顏色對兩側進行著色，因為他只有一側，故其為不可定向的多面體。對於具有自相交面的多面體，相鄰面如何一致著色可能並不明確，但對於這些多面體，仍然可以透過考慮具有相同頂點、邊和面之間的關聯的拓撲胞腔複形來確定它是可定向還是不可定向。
多面體還有另外一種拓撲分類法，就是使用其歐拉特性來做區別。歐拉特性主要是透過計算欧拉示性数來描述一個幾何體的拓撲特性，它利用多面體的頂點數V、邊數E和面數F來計算出一個特徵數χ：
{\displaystyle \chi =V-E+F.\ }
同樣的公式也能用於計算其他類型拓樸表面的歐拉特徵。 它是曲面的不變量，這意味著若將曲面以多種方式細分為頂點、邊和面時，這些細分結果的歐拉特性將相同。對於凸多面體，或任意與拓撲球體拓撲同構的簡單連接的多面體，其欧拉示性数始終等於2。對於更複雜的形狀，歐拉特性與表面中的環狀體、孔洞、手柄或十字帽的數量相關，這些形狀的欧拉示性数將小於2。
欧拉示性数為奇數的多面體都是不可定向的。欧拉示性数為偶數的多面體也有可能是不可定向的多面體。例如單孔環狀體和克萊因瓶，其欧拉示性数皆為零χ = 0，是偶數，但前者可定向，而後者不可定向。

### 對偶性
所有的多面體都存在對應的對偶多面體，其為
- 原始多面體的面被頂點取代
- 原始多面體與對偶多面體邊數相同

立方體和正八面體互為對偶多面體

凸多面體的對偶多面體可以透過極交換來構造。多面體與對偶多面體都是成對存在的，對偶多面體的對偶多面體是原來的多面體。有些多面體的對偶多面體就是原本的多面體，這稱為自身對偶多面體，其原始多面體和對偶多面體全等。
抽象多面體也存在對偶多面體，其可以透過反轉定義該抽象多面體的偏序集來得到。對偶多面體具有與原始多面體相同的歐拉特性和可定向性。而以抽象多面體來構造的對偶形式並不描述對偶多面體的形狀，僅描述其組合結構。某些非凸的幾何多面體的抽象對偶多面體不能在相同定義下具象化為實體的幾何多面體。

### 頂點圖
對於多面體的每一個頂點，皆可以定義頂點圖。頂點圖描述了多面體在頂點周圍的局部結構。頂點圖精確的定義各不相同，但大致上可以認為是透過切去多面體的頂點並觀察截面的形狀。對於柏拉圖立體和其他高度對稱的多面體，可以選擇從每條邊的中點來切割頂點以便觀察頂點圖的形狀，但其他的多面體中，同一頂角周圍之邊的中點未必共面，因此可能無法以邊的中點所構成的平面來切割出頂點圖。對於凸多面體，或更一般地對於任何凸頂點，這時切割頂點圖的切面可以選擇將頂點與其他頂點分開的任何平面。當多面體具有對稱中心時，切割頂點圖的標準選擇是選擇垂直於頂點到中心點之直線的平面來切割出頂點圖；在這種選擇下，頂點圖的形狀只差在割出面與頂點的距離，這些形狀皆相似，也就是頂點圖的形狀的決定不會因縮放而改變。當多面體的頂點不是凸頂點時，不一定會存在將每個頂點與其餘頂點分開的平面。在這種情況下，通常會改為使用以頂點為中心的小球體來切割多面體的頂角。同樣，這會產生的頂點圖不會因縮放改變形狀。對於可以應用這些方法的多面體而言，所有的方式都能形成具有相同組合的頂點圖形狀，不過也有可能會出現不同的幾何形狀。

## 外部連結
- 埃里克·韦斯坦因. . MathWorld.
- 多面体检索页（页面存档备份，存于）
- Stella:多面体浏览 （页面存档备份，存于） - 浏览和打印多面体的网格的软件。包括正多面体，符合体，等等。
- 多面体纸制模型 （页面存档备份，存于）
- Enumeration of stellations
- The Uniform Polyhedra（页面存档备份，存于）
- Virtual Reality Polyhedra（页面存档备份，存于） - The Encyclopedia of Polyhedra
- Paper Models of Uniform (and other) Polyhedra （页面存档备份，存于）
- Interactive 3D polyhedra in Java
- World of Polyhedra - comprehensive polyhedra in flash applet, showing vertices and edges (but not shaded faces)
- 波麗─(Poly) 多面體展示教學軟件下載 （页面存档备份，存于）
- Electronic Geometry Models（页面存档备份，存于） contains a peer reviewed selection of polyhedra with unusual properties.